# Ataque contra a mesquita Ibrahim al-Maqadna em 2009
O ataque à mesquita de Ibrahim al-Maqadna ocorreu em 3 de janeiro de 2009, como parte da operação militar Chumbo Fundido, quando a Força Aérea de Israel bombardeou a mesquita de Ibrahim al-Maqadna, em Beit Lahiya, na  Faixa de Gaza, supostamente durante orações no templo religioso. Cerca de 200 palestinos, segundo testemunhas, estavam rezando dentro do alvo atacado. De acordo com fontes médicas, ao menos 16 palestinos - incluindo 6 crianças - foram mortos nesse ataque israelense e outras 60 pessoas ficaram feridas.
A Força Aérea de Israel lançou pelo menos três bombas sobre a mesquita, que foram acompanhadas por tiros de artilharia disparados por tanques israelenses de fora do território palestino.
Israel acusou o Hamas de usar as mesquitas para esconder armas e munições.